# Capçal de dutxa (espeleotema)
Un capçal de dutxa és un rar tipus d'espeleotema en forma d'un con buit situat al sostre d'una cova, d'on brolla l'aigua, semblant a un barret xinès de bambú o a un capçal d'una dutxa. Se'ls ha descrit en coves tropicals del Brasil, Mèxic, Puerto Rico i, especialment, de Borneo. Se'n poden trobar de dimensions al voltant de mig metre de llarg i un metre de diàmetre.
Presumiblement, la forma cònica dels capçals de dutxa és causada pel flux descendent d'aigua que es filtra per la roca mare sota la influència de la gravetat, i per la deposició preferencial de calcita en la superfície externa de l'espeleotema, a la part més allunyada de la filtració, on la pressió parcial del diòxid de carboni i la humitat són menors.